# Believe (Cher-Lied)
Believe ist ein Lied der US-amerikanischen Sängerin und Schauspielerin Cher aus ihrem 22. Studioalbum, Believe (1998).

## Entstehung und Veröffentlichung

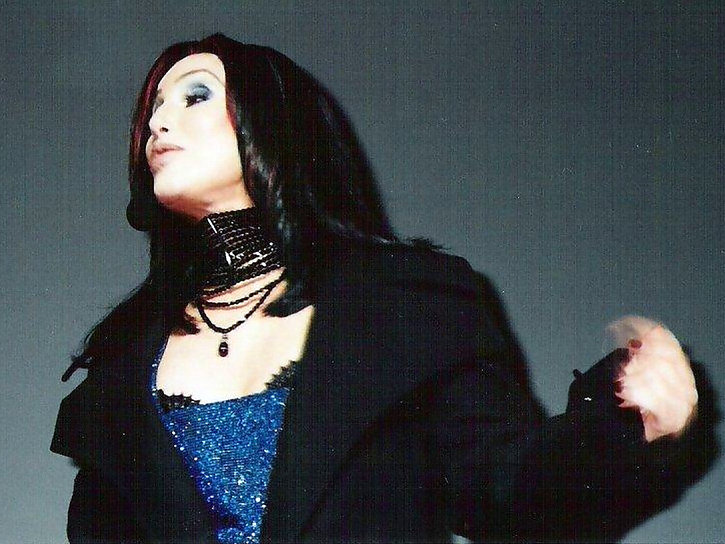
Cher singt Believe während einer Tour in New York City Dezember 1998.

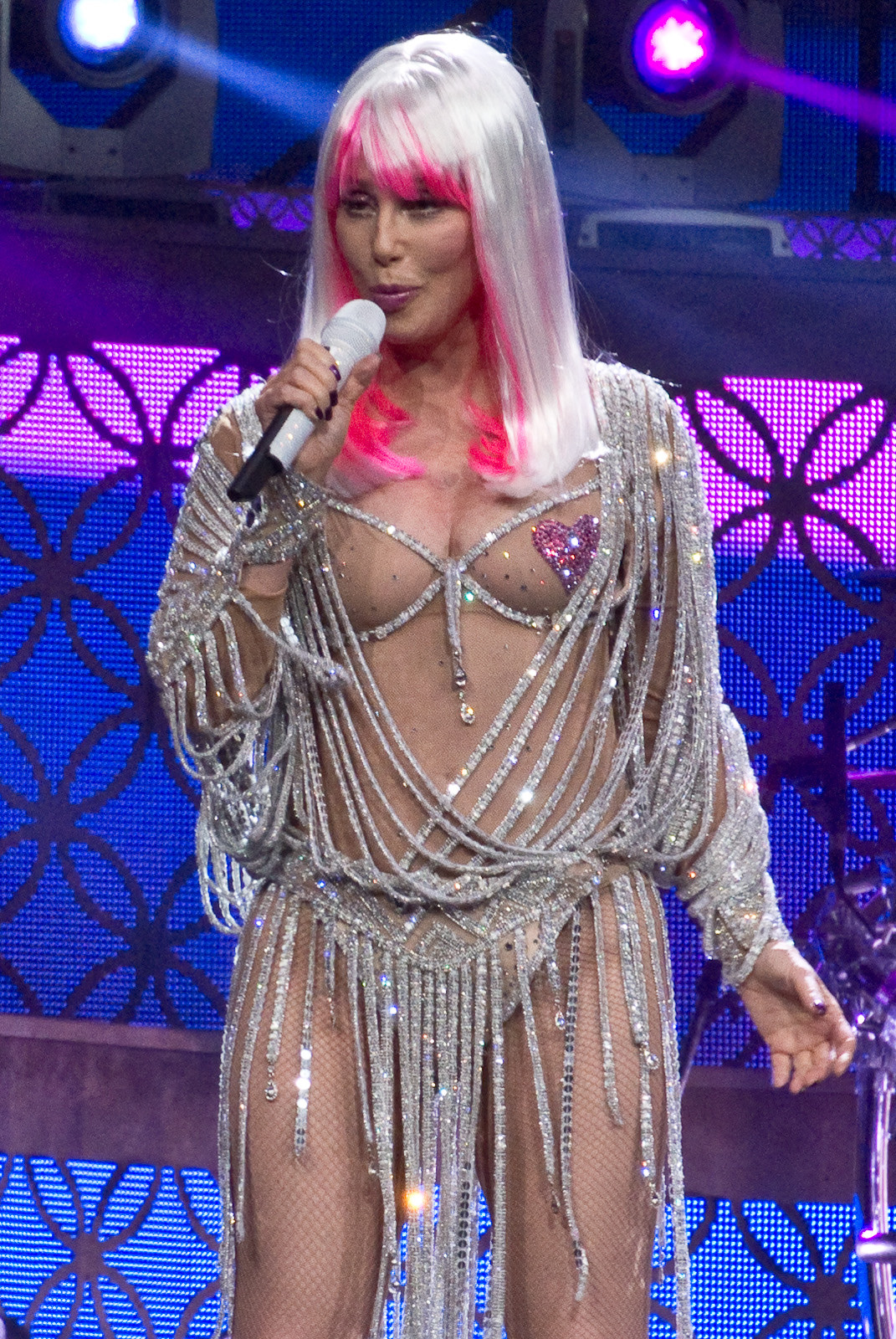
Cher interpretiert Believe während der Dressed to Kill Tour (2014)

Believe wurde von Brian Higgins, Stuart McLennen,  Matthew Gray, Timothy Powell, Paul Barry, Steven Torch und Cher geschrieben und von Mark Taylor und Brian Rawling produziert. Obwohl sie nicht als Songschreiberin genannt wird, gab Cher an, sie habe die Zeilen „I need time to move on, I need love to be strong / I’ve had time to think it through and maybe I’m too good for you“ beigesteuert. Ein Demo von Believe kursierte monatelang bei Warner Records. Laut Produzent Mark Taylor „liebte jeder den Refrain, aber nicht den Rest des Songs“. Der Vorsitzende von Warner, Rob Dickins, beauftragte die Produktionsfirma Dreamhouse mit der Bearbeitung; ihr Ziel war es, eine Schallplatte zu produzieren, die die Cher-Fans nicht verprellen sollte.
Believe wurde Mitte 1998 in Kingston upon Thames in London in dem von Metro Productions betriebenen Dreamhouse Studio aufgenommen. Es wurde mit Cubase VST auf einem frühen Modell des Power Macintosh G3 aufgenommen, mit Synthesizern wie einem Clavia Nord Rack und einem Oberheim Matrix 1000. Chers Gesang wurde auf drei TASCAM-DA-88-Digital-Audio Recordern mit einem Neumann-U67-Mikrofon aufgenommen.
Die Effekte auf Chers Gesang wurden mit der Tonhöhenkorrektur-Software Auto-Tune erzielt. Auto-Tune wurde entwickelt, um ungenaue Intonierung in Gesangsdarbietungen unauffällig zu korrigieren; Taylor verwendete jedoch extreme Einstellungen, um unnatürlich schnelle Korrekturen zu erzeugen und so das Portamento, das natürliche Gleiten zwischen den Tonhöhen beim Singen, durch einen Sprung zu ersetzen. Taylor sagte, dies sei „der nervenaufreibendste Teil des Projekts“ gewesen, da er nicht sicher gewesen sei, wie Cher reagieren würde. Sie stimmte zu und bestand sogar darauf, dass der Effekt erhalten blieb, als Warner ihn später entfernen lassen wollte. Um ihre Methode zu schützen, behaupteten die Produzenten zunächst, der Effekt sei mit einem Vocoder erzielt worden. Der Effekt wurde weithin nachgeahmt und wurde als „Cher-Effekt“ bekannt.
Drei Tage vor der Veröffentlichung des Albums erschien Believe am 19. Oktober 1998 als erste Singleauskopplung.

## Inhalt
Believe wich von Chers damaligem Pop-Rock-Stil ab und schlug einen beschwingten Dance-Pop-Stil ein. Der Song zeichnet sich durch den bahnbrechenden Einsatz der Audioverarbeitungssoftware Auto-Tune aus, mit der Chers Gesang verändert wurde, was viele Nachahmer fand und weithin als „Cher-Effekt“ bekannt wurde.
Believe ist ein Dance-Pop-Song. Er enthält unkommentierte Samples von Prologue und Epilogue, die vom Electric Light Orchestra gespielt wurden. Der Track wurde in der Tonart Fis-Dur mit einem Tempo von 133 Schlägen pro Minute (BPM) aufgenommen.
Der Songtext beschreibt das Selbstbewusstsein und die Selbstständigkeit einer Frau nach einer schmerzhaften Trennung.

## Musikvideo
Das offizielle Musikvideo, bei dem Nigel Dick Regie führte, zeigt Cher bei einem Auftritt in einem Nachtclub in einer Doppelrolle als Sängerin auf der Bühne, die einen leuchtenden Kopfschmuck trägt, und als übernatürliches Wesen in einem Käfig, umgeben von vielen Menschen. Das Video dreht sich hauptsächlich um eine Frau, die in einem Club nach ihrem Freund sucht und untröstlich ist, als sie ihn mit einer anderen Frau sieht. Die Version auf The Very Best of Cher: The Video Hits Collection unterscheidet sich geringfügig von der vorherigen Version mit zusätzlichen Szenen gegen Ende des Videos. Außerdem gibt es zwei „Rohfassungen“ des Videos, da der Song in Europa veröffentlicht wurde, bevor ein Video fertiggestellt war. Die erste ist eine Zusammenstellung von Szenen aus den Videos von Chers vorherigen Singles One by One und Walking in Memphis; die zweite enthält eine kurze Szene aus dem Believe-Video, in der Cher den Refrain singt, während der Rest des Videos aus Szenen von One by One besteht.
Es gibt drei offizielle Remix-Videos zu diesem Lied. Zwei der Remix-Videos wurden 1999 von Dan-O-Rama erstellt. Beide folgen einem anderen Konzept als Originalvideo, sie zeigen meist Cher mit verschiedenfarbigen Hintergründen und tanzende Menschen. Die beiden für diese Videos verwendeten Remixe waren der Almighty Definitive Mix und der Club 69 Phunk Club Mix. Das dritte Video mit dem Titel Wayne G. Remix wurde von Warner Bros. veröffentlicht und das Konzept ähnelt dem des Club-69-Phunk-Club-Mix-Videos.

## Rezeption

### Preise und Bestenlisten
Believe gewann bei der Preisverleihung 1999 drei Ivor Novello Awards (für die meistverkaufte britische Single, für den besten musikalischen und lyrischen Song und für den internationalen Hit des Jahres). Der Song wurde für den Grammy Award in der Kategorie „Record of the Year“ nominiert und gewann in der Kategorie „Best Dance Recording“.
Believe wurde in die 2021 überarbeitete Liste der 500 Greatest Songs of All Time des Rolling Stone Magazine aufgenommen.

### Rezensionen
Bill Lamb von About.com sagte, der Song sei ein „perfektes Stück Dance-Pop“. AllMusic-Redakteur Joe Viglione nannte Believe ein „Pop-Meisterwerk, eines der wenigen Lieder, die die undurchdringliche Mauer des fragmentierten Radios der späten 1990er Jahre durchbrechen konnten, um in das Bewusstsein der ganzen Welt vorzudringen.“ Chuck Taylor von Billboard sagte, es sei das beste, was Cher seit Jahren aufgenommen habe. Matt Stopera und Brian Galindo von BuzzFeed bezeichneten den Song als „ikonisch“. Damon Albarn, Frontmann der Bands Blur und Gorillaz, nannte den Song „brillant“.
Deborah Wilker von Knight Ridder hob besonders Chers elektronisch veränderte Stimme hervor. Dave Fawbert von ShortList beschrieb Believe als einen „wirklich großartigen Popsong mit, wie immer, einer absoluten Powerhouse-Gesangsleistung von Cher“.

## Kommerzieller Erfolg

### Chartplatzierungen
Der Song erreichte in 21 Ländern weltweit den ersten Platz. Am 23. Januar 1999 erreichte er die Top 40 der Billboard Hot 100 und wurde am 13. März zur Nummer eins der Hitparade.
Im Vereinigten Königreich erreichte Believe in der Woche ab dem 25. Oktober 1998 erstmals die Spitze der britischen Singlecharts. Es wurde Chers vierte Nummer eins in Großbritannien und blieb sieben Wochen in Folge an der Spitze der Charts.
Der Erfolg des Songs verbreitete sich nicht nur in den Singlecharts, sondern auch in den Dance-Charts der meisten Länder. In den Vereinigten Staaten hielt sich Believe 15 Wochen in den U.S. Hot Dance Club Play Charts, davon fünf Wochen auf Platz eins und 22 Wochen in den European Hot Dance Charts. Believe stellte 1999 auch einen Rekord auf, als es sich 21 Wochen lang an der Spitze der Billboard Hot Dance Singles Sales Charts hielt und selbst ein Jahr nach seinem Einstieg in die Charts immer noch in den Top Ten war. Am 13. Oktober 2008 wurde der Song auf Platz 10 des australischen VH1’s Top 10 Number One Pop Songs Countdowns gewählt. Believe wurde bei den 42. Grammy Awards in den Kategorien „Record of the Year“ und „Best Dance Recording“ nominiert, letztere gewann er.
| ChartsChartplatzierungen       | Höchstplatzierung | Wochen |
| ------------------------------ | ----------------- | ------ |
| Deutschland (GfK)              | 1 (26 Wo.)        | 26     |
| Österreich (Ö3)                | 2 (19 Wo.)        | 19     |
| Schweiz (IFPI)                 | 1 (29 Wo.)        | 29     |
| Vereinigte Staaten (Billboard) | 1 (31 Wo.)        | 31     |
| Vereinigtes Königreich (OCC)   | 1 (31 Wo.)        | 31     |

| ChartsJahrescharts (1998)    | Platzierung |
| ---------------------------- | ----------- |
| Deutschland (GfK)            | 13          |
| Österreich (Ö3)              | 16          |
| Schweiz (IFPI)               | 18          |
| Vereinigtes Königreich (OCC) | 1           |

| ChartsJahrescharts (1999)      | Platzierung |
| ------------------------------ | ----------- |
| Deutschland (GfK)              | 16          |
| Österreich (Ö3)                | 21          |
| Schweiz (IFPI)                 | 8           |
| Vereinigte Staaten (Billboard) | 1           |

### Auszeichnungen für Musikverkäufe
| Land/Region                  | Auszeichnungen für Musikverkäufe (Land/Region, Auszeichnung, Verkäufe) | Verkäufe  |
| ---------------------------- | ---------------------------------------------------------------------- | --------- |
| Australien (ARIA)            | 3× Platin                                                              | 210.000   |
| Belgien (BRMA)               | 3× Platin                                                              | 150.000   |
| Dänemark (IFPI)              | Platin                                                                 | 90.000    |
| Deutschland (BVMI)           | 5× Gold                                                                | 1.250.000 |
| Frankreich (SNEP)            | Diamant                                                                | 750.000   |
| Italien (FIMI)               | Gold                                                                   | 25.000    |
| Neuseeland (RMNZ)            | 2× Platin                                                              | 60.000    |
| Niederlande (NVPI)           | Platin                                                                 | 75.000    |
| Norwegen (IFPI)              | 2× Platin                                                              | 40.000    |
| Österreich (IFPI)            | Platin                                                                 | 50.000    |
| Schweden (IFPI)              | 3× Platin                                                              | 90.000    |
| Schweiz (IFPI)               | Platin                                                                 | 50.000    |
| Spanien (Promusicae)         | Platin                                                                 | 60.000    |
| Vereinigte Staaten (RIAA)    | Platin                                                                 | 1.200.000 |
| Vereinigtes Königreich (BPI) | 5× Platin                                                              | 3.000.000 |
| Insgesamt                    | 2× Gold · 26× Platin · 1× Diamant ·                                    | 7.100.000 |

Hauptartikel: Cher/Auszeichnungen für Musikverkäufe

## Coverversionen (Auswahl)

### Mary Roos –Leider lieb’ ich dich immer noch
Im Jahr seiner Erstveröffentlichung nahm die deutsche Schlagersängerin Mary Roos eine deutschsprachige Version von Believe, mit dem Titel Leider lieb’ ich dich immer noch, auf. Als Subtextdichter für den neuen deutschsprachigen Text funkierte Joachim Horn-Bernges. Für die Produktion zeichneten Alexander Menke und Michael Reinecke verantwortlich.
Die Erstveröffentlichung von Leider lieb’ ich dich immer noch erfolgte als Single am 14. Dezember 1998. Diese erschien als CD-Maxi-Single mit den B-Seiten Lichtjahre und eine „Karaokeversion“ zu Leider lieb’ ich dich immer noch. Am 22. Februar 1999 erschien das Lied als Teil von Roos’ 15. Studioalbum Mittendrin, dessen erste Singleauskopplung es ist.
Leider lieb’ ich dich immer noch stieg am 25. Januar 1999 auf Rang 91 der deutschen Singlecharts ein und erreichte seine Bestplatzierung mit Rang 87 am 15. Februar 1999. Die Single konnte sich fünf Wochen am Stück in den Top 100 platzieren, letztmals in der Chartwoche vom 22. Februar 1999. Für Roos avancierte es zum 16. und letzten Charthit in Deutschland. Sie erreichte erstmals wieder nach 14 Jahren die deutschen Singlecharts, zuletzt konnte sie im Jahr 1984 mit Aufrecht geh’n eine Chartnotierung erzielen.

### Weitere Coverversionen
Im Dezember 2018 führte Adam Lambert eine Balladenversion von Believe zu Ehren von Cher während der 41. jährlichen Kennedy Center Honors auf; die Aufführung wurde hoch gelobt, wobei Cher sagte, sie sei „sprachlos“ und zu Tränen gerührt gewesen. Am 6. Dezember 2019 veröffentlichte Lambert eine Studioversion seiner Version von Believe, die am 21. Dezember 2019 Platz 23 der Billboard Digital Song Sales Chart erreichte.